# Lonicera alberti
Lonicera alberti är en kaprifolväxtart som beskrevs av Eduard August von Regel. Lonicera alberti ingår i släktet tryar, och familjen kaprifolväxter. Inga underarter finns listade i Catalogue of Life.